# Journal of Astrophysics and Astronomy
Das Journal of Astrophysics and Astronomy ist eine wissenschaftliche Fachzeitschrift über Astrophysik und Astronomie, die seit dem Jahr 1980 erscheint. Es wird gemeinschaftlich von zweimal monatlich von Springer India, der Indischen Akademie der Wissenschaften und der Astronomical Society of India herausgegeben. Chefredakteur ist Annapurni Subramaniam.
Im Jahr 2020 war der Impact Factor 1,27.